# Liste von Apfelsorten/J
Erläuterungen und Quellen: Siehe Hauptartikel!
| Apfelsorte | Bild                                                    | Kreuzung aus                                            | Erstes Auftauchen                                                               | Anmerkungen                                                                                       | Quellen                                                          |
| --- | ------------------------------------------------------- | ------------------------------------------------------- | ------------------------------------------------------------------------------- | ------------------------------------------------------------------------------------------------- | ---------------------------------------------------------------- |
| J. Dolling's Bonsai |                                                         |                                                         |                                                                                 |                                                                                                   | e                                                                |
| Jackii |                                                         |                                                         |                                                                                 |                                                                                                   | e                                                                |
| Jackson’s Seedling |                                                         |                                                         |                                                                                 |                                                                                                   | a                                                                |
| Jacob Lebel | Siehe: Jakob Lebel                                      | Siehe: Jakob Lebel                                      | Siehe: Jakob Lebel                                                              | Siehe: Jakob Lebel                                                                                | Siehe: Jakob Lebel                                               |
| Jacobs |                                                         |                                                         |                                                                                 |                                                                                                   | o                                                                |
| Jacobs Sweet |                                                         |                                                         |                                                                                 |                                                                                                   |                                                                  |
| Jacques Lebel | Siehe: Jakob Lebel                                      | Siehe: Jakob Lebel                                      | Siehe: Jakob Lebel                                                              | Siehe: Jakob Lebel                                                                                | Siehe: Jakob Lebel                                               |
| Jacquet |                                                         |                                                         |                                                                                 |                                                                                                   | f                                                                |
| Jacquin (oder: Jacquins Apfel, Zhaken) |                                                         |                                                         | 1872 (dokumentiert) in Frankreich                                               |                                                                                                   | f, h (Nr. 360, S. 407), p (S. 421)                               |
| Jacquins Apfel | Siehe: Jacquin                                          | Siehe: Jacquin                                          | Siehe: Jacquin                                                                  | Siehe: Jacquin                                                                                    | Siehe: Jacquin                                                   |
| Jadernicka |                                                         |                                                         |                                                                                 |                                                                                                   | e                                                                |
| Jafra |                                                         |                                                         |                                                                                 |                                                                                                   | f                                                                |
| Jägerapfel | Siehe: Rheinischer Winterrambur                         | Siehe: Rheinischer Winterrambur                         | Siehe: Rheinischer Winterrambur                                                 | Siehe: Rheinischer Winterrambur                                                                   | Siehe: Rheinischer Winterrambur                                  |
| Jägers Reinette | Siehe: Jägers Renette                                   | Siehe: Jägers Renette                                   | Siehe: Jägers Renette                                                           | Siehe: Jägers Renette                                                                             | Siehe: Jägers Renette                                            |
| Jägers Renette (oder: Reinette De Jäger) |                                                         |                                                         |                                                                                 |                                                                                                   | h (Nr. 309, S. 346), j, o                                        |
| Jahrapfel | Siehe: Champagnerrenette                                | Siehe: Champagnerrenette                                | Siehe: Champagnerrenette                                                        | Siehe: Champagnerrenette                                                                          | Siehe: Champagnerrenette                                         |
| Jakob Fischer (oder: Roter vom Oberland, Schöner Vom Oberland)                                                                                                |                                                         | Zufallssämling                                          | 1903 Baden-Württemberg                                                          | Streuobstsorte des Jahres 1998 in Baden-Württemberg.                                              | j, o                                                             |
| Jakob Lebel (oder: Chüechliöpfel, Double Des Vosges, Eisenbahner, Gelber Mecklenburger, Jacques Lebel, Jacob Lebel, Lebel, Monstreux Des Vosges, Schagglebel) |                                                         | Zufallssämling                                          | Zucht 1825 durch Jacques Lebel in Amiens, Nordfrankreich. Im Handel seit 1849.  |                                                                                                   | f, h (Nr. 260, S. 292), j, o, p (S. 296)                         |
| Jakobiapfel | Siehe: Sommer-Gewürzapfel                               | Siehe: Sommer-Gewürzapfel                               | Siehe: Sommer-Gewürzapfel                                                       | Siehe: Sommer-Gewürzapfel                                                                         | Siehe: Sommer-Gewürzapfel                                        |
| Jakobsapfel | Siehe: Jakobs                                           | Siehe: Jakobs                                           | Siehe: Jakobs                                                                   | Siehe: Jakobs                                                                                     | Siehe: Jakobs                                                    |
| Jakobsapfel Aus Trittau |                                                         |                                                         |                                                                                 |                                                                                                   | o                                                                |
| Jakobsberger |                                                         |                                                         |                                                                                 |                                                                                                   | o                                                                |
| Jallaisapfel |                                                         |                                                         | [ 1 ]                                                                           |                                                                                                   | h (Nr. 248, S. 279)                                              |
| Jamba (oder: Jamba 69) |                                                         | Melba × James Grieve                                    | 1955 Jork, Altes Land, Deutschland                                              | Frühsorte, einst verbreitet im Erwerbsobstbau, heute jedoch fast nur noch von Liebhabern angebaut | f, j, o                                                          |
| Jamba 69 | Siehe: Jamba                                            | Siehe: Jamba                                            | Siehe: Jamba                                                                    | Siehe: Jamba                                                                                      | Siehe: Jamba                                                     |
| James Grieve |                                                         | Cox Orange × unbekannt                                  | 1880 oder 1893 in Edinburgh, Schottland                                         | Beschreibung                                                                                      | a, c, f, o                                                       |
| James Grieve Lired |                                                         |                                                         |                                                                                 |                                                                                                   | f                                                                |
| James Kirk |                                                         |                                                         |                                                                                 |                                                                                                   | e                                                                |
| James Lawson |                                                         |                                                         |                                                                                 |                                                                                                   | e, f                                                             |
| Jan Steen |                                                         | Cox Orange × Unbekannt                                  |                                                                                 |                                                                                                   | e, f, j                                                          |
| Jansen Aus Welten | Siehe: Jansen Von Welten                                | Siehe: Jansen Von Welten                                | Siehe: Jansen Von Welten                                                        | Siehe: Jansen Von Welten                                                                          | Siehe: Jansen Von Welten                                         |
| Jansen Von Welten (oder: Jansen Aus Welten) |                                                         |                                                         |                                                                                 |                                                                                                   | f, g (S. 227), h (Nr. 189, S. 210), o, p (S. 425)                |
| Japanischer Apfel | Siehe: Japanischer Wildapfel                            | Siehe: Japanischer Wildapfel                            | Siehe: Japanischer Wildapfel                                                    | Siehe: Japanischer Wildapfel                                                                      | Siehe: Japanischer Wildapfel                                     |
| Japanischer Wildapfel (Oder: Japanischer Apfel) |                                                         |                                                         |                                                                                 |                                                                                                   |                                                                  |
| Jarka |                                                         |                                                         |                                                                                 |                                                                                                   | o                                                                |
| Jaszvadoka |                                                         |                                                         |                                                                                 |                                                                                                   | f                                                                |
| Jaune De Vitré |                                                         |                                                         |                                                                                 | Herstellung von Cidre                                                                             |                                                                  |
| Jaune Lu Desert |                                                         |                                                         |                                                                                 |                                                                                                   | e                                                                |
| Jazz | Siehe: Scifresh                                         | Siehe: Scifresh                                         | Siehe: Scifresh                                                                 | Siehe: Scifresh                                                                                   | Siehe: Scifresh                                                  |
| Jean Tondeur |                                                         |                                                         |                                                                                 |                                                                                                   | f                                                                |
| Jeanne Hardy |                                                         |                                                         |                                                                                 | Beschreibung                                                                                      | f, o                                                             |
| Jeanne Renard |                                                         |                                                         |                                                                                 | Herstellung von Cidre                                                                             |                                                                  |
| Jefferies (oder: Everbearing, Grantham, Jefferis) |                                                         |                                                         | 1830 in Newlintownship, Chester County (Pennsylvania). Züchter: Isaac Jefferies |                                                                                                   | a, d, f                                                          |
| Jefferis | Siehe: Jefferies                                        | Siehe: Jefferies                                        | Siehe: Jefferies                                                                | Siehe: Jefferies                                                                                  | Siehe: Jefferies                                                 |
| Jenaer Rosenapfel | Siehe: Pfirsichroter Sommerapfel                        | Siehe: Pfirsichroter Sommerapfel                        | Siehe: Pfirsichroter Sommerapfel                                                | Siehe: Pfirsichroter Sommerapfel                                                                  | Siehe: Pfirsichroter Sommerapfel                                 |
| Jennifer |                                                         | Duchess's Favourite × Beauty of Bath                    | Züchter: F. W. Wastie in Eynsham, Oxford                                        |                                                                                                   | f                                                                |
| Jennifer Sweet |                                                         |                                                         |                                                                                 |                                                                                                   | e                                                                |
| Jennifer Wastie |                                                         |                                                         |                                                                                 |                                                                                                   | f                                                                |
| Jeromine |                                                         | Mutation von Red Delicious                              |                                                                                 |                                                                                                   |                                                                  |
| Jersey Beauty |                                                         |                                                         |                                                                                 |                                                                                                   | f                                                                |
| Jersey Black |                                                         |                                                         |                                                                                 |                                                                                                   | f                                                                |
| Jersey Mac (oder: Jerseymac) |                                                         |                                                         |                                                                                 |                                                                                                   | a, f, j, o                                                       |
| Jersey Sweet |                                                         |                                                         |                                                                                 |                                                                                                   |                                                                  |
| Jerseymac | Siehe: Jersey Mac                                       | Siehe: Jersey Mac                                       | Siehe: Jersey Mac                                                               | Siehe: Jersey Mac                                                                                 | Siehe: Jersey Mac                                                |
| Jerseyred |                                                         |                                                         |                                                                                 |                                                                                                   | o                                                                |
| Jessenapfel |                                                         |                                                         |                                                                                 |                                                                                                   | o                                                                |
| Jester |                                                         |                                                         |                                                                                 |                                                                                                   | a, f, j                                                          |
| Jeverländer Süßapfel |                                                         |                                                         |                                                                                 |                                                                                                   | j                                                                |
| Jewett's Fine Red |                                                         |                                                         |                                                                                 |                                                                                                   | f                                                                |
| Jewett's Red |                                                         |                                                         |                                                                                 |                                                                                                   |                                                                  |
| Jim-Brian |                                                         |                                                         |                                                                                 |                                                                                                   | f                                                                |
| Jincoa Zagarra |                                                         |                                                         |                                                                                 |                                                                                                   | f                                                                |
| Jo | Siehe: Jonathan                                         | Siehe: Jonathan                                         | Siehe: Jonathan                                                                 | Siehe: Jonathan                                                                                   | Siehe: Jonathan                                                  |
| Apf 681 | Siehe: Joachim Gauck                                    | Siehe: Joachim Gauck                                    | Siehe: Joachim Gauck                                                            | Siehe: Joachim Gauck                                                                              | Siehe: Joachim Gauck                                             |
| Joachim Gauck (oder: Apf 681) |                                                         |                                                         | Die Sorte wurde 2017 nach dem scheidenden deutschen Bundespräsidenten benannt.  |                                                                                                   |                                                                  |
| Joan |                                                         |                                                         |                                                                                 |                                                                                                   |                                                                  |
| Joaneting |                                                         |                                                         |                                                                                 |                                                                                                   | f                                                                |
| Jödchesapfel |                                                         |                                                         |                                                                                 |                                                                                                   | o                                                                |
| Johannecher |                                                         |                                                         |                                                                                 |                                                                                                   | o                                                                |
| Johannes Böttner |                                                         |                                                         |                                                                                 |                                                                                                   | j, o, p (S. 426)                                                 |
| Johannes Hannes |                                                         |                                                         |                                                                                 |                                                                                                   | j                                                                |
| Johannes Röda Höstäpple |                                                         |                                                         |                                                                                 |                                                                                                   |                                                                  |
| Johannettens Renette |                                                         |                                                         |                                                                                 |                                                                                                   | o                                                                |
| Johannsens Roter Herbstapfel | Siehe: Ruhm Aus Kirchwerder                             | Siehe: Ruhm Aus Kirchwerder                             | Siehe: Ruhm Aus Kirchwerder                                                     | Siehe: Ruhm Aus Kirchwerder                                                                       | Siehe: Ruhm Aus Kirchwerder                                      |
| John (oder: John Apple) |                                                         |                                                         |                                                                                 |                                                                                                   | f                                                                |
| John Apple | Siehe: John                                             | Siehe: John                                             | Siehe: John                                                                     | Siehe: John                                                                                       | Siehe: John                                                      |
| John Broad |                                                         |                                                         |                                                                                 |                                                                                                   | f                                                                |
| John Divers |                                                         |                                                         |                                                                                 |                                                                                                   | e, f                                                             |
| John Downie |                                                         |                                                         |                                                                                 | Beschreibung                                                                                      | e                                                                |
| John Huggett |                                                         |                                                         |                                                                                 |                                                                                                   | f                                                                |
| John Sharp |                                                         |                                                         |                                                                                 |                                                                                                   |                                                                  |
| John Standish |                                                         |                                                         |                                                                                 |                                                                                                   | e, f                                                             |
| John Waterer |                                                         |                                                         |                                                                                 |                                                                                                   | f                                                                |
| Johnny Voun |                                                         |                                                         |                                                                                 |                                                                                                   | a                                                                |
| Johnson Mcintosh (oder: Mcintosh Johnson) |                                                         | Mcintosh × unbekannt                                    |                                                                                 |                                                                                                   | f                                                                |
| Jolana |                                                         | Spartan × Pri 370-15                                    | 1985 in der Tschechoslowakei                                                    |                                                                                                   |                                                                  |
| Jolanka |                                                         |                                                         |                                                                                 |                                                                                                   | f                                                                |
| Jolyne |                                                         |                                                         |                                                                                 |                                                                                                   | f                                                                |
| Jomured |                                                         | Sport von Jonagold                                      |                                                                                 |                                                                                                   | f                                                                |
| Jonadel |                                                         |                                                         |                                                                                 |                                                                                                   | a, f, j                                                          |
| Jonafree (oder: Coop 22) |                                                         |                                                         |                                                                                 |                                                                                                   | a, e, f, j                                                       |
| Jonagold |                                                         | Golden Delicious × Jonathan                             | 1968 in New York                                                                | Süß, feinsäuerlich, aromatisch                                                                    | a, c, d, e, f, j, o                                              |
| Jonagold Boerekamp (oder: Early Queen) |                                                         | Sport von Jonagold                                      | vor 1993 in den Niederlanden                                                    |                                                                                                   | f                                                                |
| Jonagold Jonica | Siehe: Jonica                                           | Siehe: Jonica                                           | Siehe: Jonica                                                                   | Siehe: Jonica                                                                                     | Siehe: Jonica                                                    |
| Jonagold Paleguy |                                                         |                                                         |                                                                                 |                                                                                                   | e                                                                |
| Jonagold Pfeiffer |                                                         |                                                         |                                                                                 |                                                                                                   | j                                                                |
| Jonagold Rubinstar | Siehe: Rubinstar                                        | Siehe: Rubinstar                                        | Siehe: Rubinstar                                                                | Siehe: Rubinstar                                                                                  | Siehe: Rubinstar                                                 |
| Jonagored (oder: Van Morrens Jonagored) |                                                         | Mutation von Jonagold                                   | 1985 (Markteinführung) in Halen, Belgien. Züchter: Jos Morren                   |                                                                                                   | a, f, j                                                          |
| Jonagored Supra |                                                         |                                                         |                                                                                 |                                                                                                   | e, f                                                             |
| Jonagram |                                                         |                                                         |                                                                                 |                                                                                                   | j                                                                |
| Jonagrimes |                                                         |                                                         |                                                                                 |                                                                                                   | a                                                                |
| Jonalicious |                                                         |                                                         |                                                                                 |                                                                                                   | a, f                                                             |
| Jonalord |                                                         |                                                         |                                                                                 |                                                                                                   |                                                                  |
| Jonamac |                                                         |                                                         |                                                                                 |                                                                                                   | a, d, f, j                                                       |
| Jonared |                                                         |                                                         |                                                                                 |                                                                                                   | a, f, j                                                          |
| Jonaspur |                                                         |                                                         |                                                                                 |                                                                                                   | e                                                                |
| Jonathan (oder: JO, King Philipp, Ulster Seedling) |                                                         | Esopus Spitzenberg × unbekannt                          | 1826 (dokumentiert) Woodstock, New York, USA                                    | Süß-sauer                                                                                         | a, c, d, e, f, g (S. 229), h (Nr. 467, S. 519), j, o, p (S. 427) |
| Jongrimes |                                                         |                                                         |                                                                                 |                                                                                                   | f, j, o                                                          |
| Jonica (oder: Jonagold Jonica) |                                                         | Mutant von Jonagold                                     |                                                                                 |                                                                                                   | f, j                                                             |
| Jonwin |                                                         |                                                         |                                                                                 |                                                                                                   | a                                                                |
| Jorayca |                                                         | Sport von Jonagold                                      |                                                                                 |                                                                                                   | f                                                                |
| Jordan Russet |                                                         |                                                         |                                                                                 |                                                                                                   | a                                                                |
| Jored |                                                         | Sport von Jonagold                                      |                                                                                 |                                                                                                   | f                                                                |
| Josef Musch (oder: Joseph Musch, Musch) |                                                         |                                                         |                                                                                 |                                                                                                   | f, j, o, p (S. 428f)                                             |
| Josefine Kallehave |                                                         |                                                         |                                                                                 |                                                                                                   | f                                                                |
| Josefiner |                                                         |                                                         |                                                                                 |                                                                                                   |                                                                  |
| Josegold |                                                         | Sport von Jonagold                                      |                                                                                 |                                                                                                   | f                                                                |
| Joseph Musch | Siehe: Josef Musch                                      | Siehe: Josef Musch                                      | Siehe: Josef Musch                                                              | Siehe: Josef Musch                                                                                | Siehe: Josef Musch                                               |
| Josephine |                                                         |                                                         |                                                                                 |                                                                                                   | f                                                                |
| Josephine Kräuter |                                                         |                                                         |                                                                                 |                                                                                                   | f, g (S. 229), h (Nr. 458, S. 510)                               |
| Josephine Kreuter | Siehe: Josephine Kräuter                                | Siehe: Josephine Kräuter                                | Siehe: Josephine Kräuter                                                        | Siehe: Josephine Kräuter                                                                          | Siehe: Josephine Kräuter                                         |
| Josephinenapfel | Siehe: Gloria Mundi                                     | Siehe: Gloria Mundi                                     | Siehe: Gloria Mundi                                                             | Siehe: Gloria Mundi                                                                               | Siehe: Gloria Mundi                                              |
| Josephines Schöner Rambour |                                                         |                                                         |                                                                                 |                                                                                                   | h (Nr. 256, S. 287)                                              |
| Jouveaux |                                                         |                                                         |                                                                                 |                                                                                                   | e                                                                |
| Joya | Siehe: Cripps Red                                       | Siehe: Cripps Red                                       | Siehe: Cripps Red                                                               | Siehe: Cripps Red                                                                                 | Siehe: Cripps Red                                                |
| Joybells |                                                         |                                                         |                                                                                 |                                                                                                   | f                                                                |
| Joyce |                                                         |                                                         |                                                                                 |                                                                                                   | f, j                                                             |
| Joys |                                                         |                                                         |                                                                                 |                                                                                                   | e                                                                |
| Ju Tsin |                                                         |                                                         |                                                                                 |                                                                                                   | j                                                                |
| Jubilé | Siehe: Delbard Jubilee                                  | Siehe: Delbard Jubilee                                  | Siehe: Delbard Jubilee                                                          | Siehe: Delbard Jubilee                                                                            | Siehe: Delbard Jubilee                                           |
| Jubilé D'Argovie | Siehe: Aargauer Jubiläumsapfel                          | Siehe: Aargauer Jubiläumsapfel                          | Siehe: Aargauer Jubiläumsapfel                                                  | Siehe: Aargauer Jubiläumsapfel                                                                    | Siehe: Aargauer Jubiläumsapfel                                   |
| Jubilee | Siehe: Grahams Jubiläumsapfel                           | Siehe: Grahams Jubiläumsapfel                           | Siehe: Grahams Jubiläumsapfel                                                   | Siehe: Grahams Jubiläumsapfel                                                                     | Siehe: Grahams Jubiläumsapfel                                    |
| Jubilee Fuji |                                                         |                                                         |                                                                                 |                                                                                                   | e                                                                |
| Judaine |                                                         |                                                         |                                                                                 | Herstellung von Cidre                                                                             |                                                                  |
| Judeline |                                                         |                                                         |                                                                                 | Herstellung von Cidre                                                                             | o                                                                |
| Judenapfel |                                                         |                                                         |                                                                                 |                                                                                                   | o                                                                |
| Judin |                                                         |                                                         |                                                                                 | Herstellung von Cidre                                                                             |                                                                  |
| Judor |                                                         |                                                         |                                                                                 | Herstellung von Cidre                                                                             |                                                                  |
| Judson |                                                         |                                                         |                                                                                 |                                                                                                   |                                                                  |
| Juju |                                                         |                                                         |                                                                                 |                                                                                                   |                                                                  |
| Jukarainen |                                                         |                                                         |                                                                                 |                                                                                                   | o                                                                |
| Julgrans |                                                         |                                                         |                                                                                 |                                                                                                   | f                                                                |
| Julia |                                                         |                                                         |                                                                                 |                                                                                                   | j, o                                                             |
| Juliana |                                                         |                                                         |                                                                                 | Herstellung von Cidre                                                                             |                                                                  |
| Juliane |                                                         |                                                         |                                                                                 |                                                                                                   | j                                                                |
| Juliet |                                                         |                                                         |                                                                                 |                                                                                                   | e                                                                |
| Julita Gylling |                                                         |                                                         |                                                                                 |                                                                                                   |                                                                  |
| July |                                                         |                                                         |                                                                                 |                                                                                                   |                                                                  |
| July Red |                                                         |                                                         |                                                                                 |                                                                                                   | a, f, o                                                          |
| Julyred | Siehe: July Red                                         | Siehe: July Red                                         | Siehe: July Red                                                                 | Siehe: July Red                                                                                   | Siehe: July Red                                                  |
| Jumbo |                                                         |                                                         |                                                                                 |                                                                                                   |                                                                  |
| Jumbo Ohrin |                                                         |                                                         |                                                                                 |                                                                                                   | f                                                                |
| Junaluska |                                                         |                                                         | um 1815 in North Carolina, USA                                                  |                                                                                                   | c                                                                |
| Junami | Siehe: Diwa                                             | Siehe: Diwa                                             | Siehe: Diwa                                                                     | Siehe: Diwa                                                                                       | Siehe: Diwa                                                      |
| June Crewdson |                                                         |                                                         |                                                                                 |                                                                                                   | f                                                                |
| Juneting |                                                         |                                                         |                                                                                 |                                                                                                   |                                                                  |
| Jungfernapfel | Siehe: Halberstädter Jungfernapfel, Roter Herbstkalvill | Siehe: Halberstädter Jungfernapfel, Roter Herbstkalvill | Siehe: Halberstädter Jungfernapfel, Roter Herbstkalvill                         | Siehe: Halberstädter Jungfernapfel, Roter Herbstkalvill                                           | Siehe: Halberstädter Jungfernapfel, Roter Herbstkalvill          |
| Jungferntitt | Siehe: Rosa Claussen                                    | Siehe: Rosa Claussen                                    | Siehe: Rosa Claussen                                                            | Siehe: Rosa Claussen                                                                              | Siehe: Rosa Claussen                                             |
| Jungferschönchen (oder: Reneta Piękna Panna) |                                                         |                                                         |                                                                                 |                                                                                                   | h (Nr. 379, S. 427)                                              |
| Juniper |                                                         |                                                         |                                                                                 |                                                                                                   | e                                                                |
| Junkerapfel | Siehe: Pommerscher Langsüßer                            | Siehe: Pommerscher Langsüßer                            | Siehe: Pommerscher Langsüßer                                                    | Siehe: Pommerscher Langsüßer                                                                      | Siehe: Pommerscher Langsüßer                                     |
| Juno |                                                         |                                                         |                                                                                 |                                                                                                   | f, j, o                                                          |
| Jupiter |                                                         | Cox Orange × Unbekannt                                  | um 1815 in North Carolina, USA                                                  |                                                                                                   | a, c, f, j                                                       |
| Jupp's Russet A |                                                         |                                                         |                                                                                 |                                                                                                   | f                                                                |
| Jurella |                                                         |                                                         |                                                                                 | Herstellung von Cidre                                                                             |                                                                  |
| Just Gyula |                                                         |                                                         |                                                                                 |                                                                                                   | f                                                                |
| Justice |                                                         |                                                         |                                                                                 |                                                                                                   |                                                                  |
| Juwel Aus Kirchwerder (oder: Juwel Von Kirchwerder, Martens Gravensteiner, Martens Sämling, Peter Martens)                                                    |                                                         |                                                         | In den Elbmarschen                                                              |                                                                                                   | j, o                                                             |
| Juwel Von Kirchwerder | Siehe: Juwel Aus Kirchwerder                            | Siehe: Juwel Aus Kirchwerder                            | Siehe: Juwel Aus Kirchwerder                                                    | Siehe: Juwel Aus Kirchwerder                                                                      | Siehe: Juwel Aus Kirchwerder                                     |